# Plasmidi Ti

Estructura del plasmidi Ti.

El plasmidi Ti és un plasmidi circular que fa servir el bacteri Agrobacterium tumefaciens per transduir el seu material genètic a les plantes.
El plasmidi té 196 gens que codifiquen 195 proteïnes. No hi ha cap ARN estructural. La llargada és de 206.479 nucleòtids amb un contingut en GC del 56%; el 81% és seqüència codificant. No conté cap pseudogen.
La modificació del plasmidi ha estat una eina molt important per a l'obtenció de plantes transgèniques. És el vector genètic més eficient per introduir mutacions estables en llinatges vegetals. El que es fa és inserir el material genètic que es vol introduir en substitució dels gens implicats en la síntesi d'opines, necessaris per a la parasitació de la planta, però sense profit per al desenvolupament.